# Franciszek Maria de’ Medici
Franciszek Maria de’ Medici właśc. Francesco Maria de’ Medici (ur. 12 listopada 1660 we Florencji, zm. 3 lutego 1711) – włoski książę Sieny, kardynał w latach 1686–1709.

## Życiorys

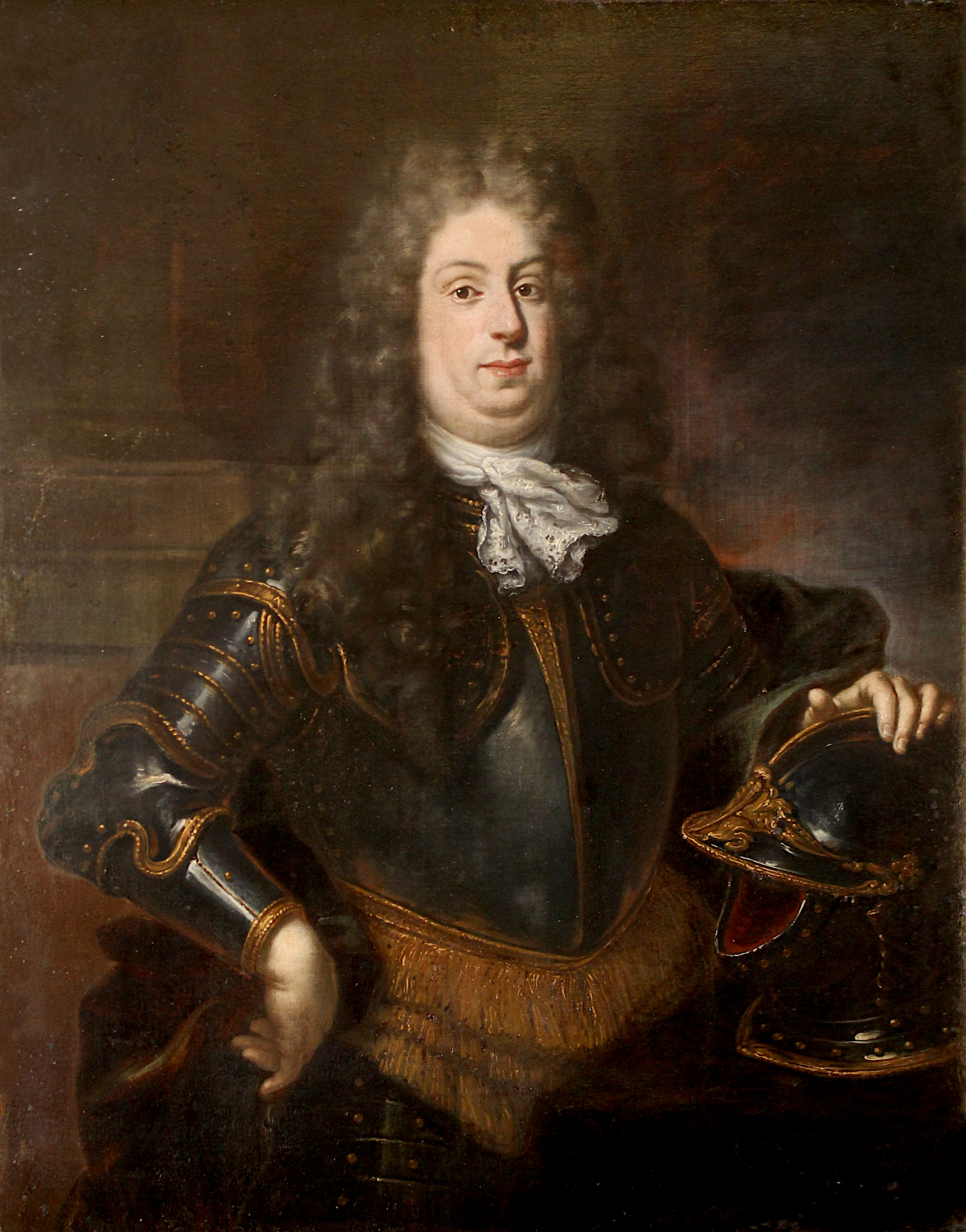
Franciszek Maria de’ Mediciz z 1709 roku, rok jego ślubu

Był synem Ferdynanda II Medyceusza i Wiktorii della Rovere oraz bratem Kosmy III. W młodości został przeorem zakonu szpitalników. 2 września 1686 papież Innocenty XI kreował go kardynałem, a rok później przydzielił mu diakonię S. Maria in Domnica. Nie prowadził religijnego życia i nigdy nie przyjął święceń kapłańskich. 19 czerwca 1709 zrezygnował z godności kardynalskiej. Wkrótce potem został księciem Sieny i poślubił Eleonorę Luizę Gonzagę (14 czerwca 1709). Zmarł bezdzietnie dwa lata później.